# داني ماكينتوش
داني ماكينتوش (بالإنجليزية: Danny McIntosh)‏ مواليد 1 مارس 1980، هو ملاكم محترف إنجليزي سابق صنّف ضمن فئة وزن خفيف الثقيل.

## إحصائيات
خاض خلال مسيرته 20 نزالا، فاز في 14 وخسر في 6. فاز بالضربة القاضية في 7 نزالا.

## روابط خارجية
- داني ماكينتوش على موقع بوكس ريك (الإنجليزية) (registration required)